# Кобрское сельское поселение
Ко́брское се́льское поселе́ние — муниципальное образование в составе Даровского района Кировской области России.
Центр — село Кобра.

## История
Кобрское сельское поселение образовано 1 января 2006 года согласно Закону Кировской области от 07.12.2004 № 284-ЗО.

## Население
| 2010 | 2012 | 2013 | 2014 | 2015 | 2016 | 2017 |
| ---- | ---- | ---- | ---- | ---- | ---- | ---- |
| 1021 | ↘929 | ↘877 | ↘825 | ↘795 | ↘754 | ↘697 |
| 2018 | 2019 | 2020 | 2021 |      |      |      |
| ↘658 | ↘593 | ↘562 | ↘506 |      |      |      |

## Состав
В состав поселения входят 29 населённых пунктов (население, 2010):
| - село Кобра — 481 чел.; - деревня Алешонки — 1 чел.; - деревня Бересневы — 18 чел.; - деревня Береснята — 0 чел.; - посёлок Бечева — 96 чел.; - деревня Бороздины — 0 чел.; - посёлок Бурденок — 31 чел.; - деревня Греметок — 1 чел.; - деревня Дранишниковы — 0 чел.; - посёлок Знаменка — 31 чел.; | - посёлок Ивановка — 214 чел.; - деревня Исаковцы — 0 чел.; - деревня Карино — 3 чел.; - деревня Ковины — 0 чел.; - деревня Котельниковы — 8 чел.; - деревня Курень — 17 чел.; - деревня Левины — 0 чел.; - деревня Малиненки — 4 чел.; - деревня Ожеговы — 1 чел.; | - село Окатьево — 93 чел.; - деревня Ореховы — 0 чел.; - деревня Остальцы — 0 чел.; - деревня Перетягины — 11 чел.; - деревня Подугоряна — 0 чел.; - деревня Поляковы — 0 чел.; - деревня Ральниковы — 6 чел.; - деревня Роза — 0 чел.; - деревня Холманские — 5 чел.; - деревня Хоробрята — 0 чел. |